# テンユウ
株式会社テンユウは、日本の企画会社。日本アドシステムズの子会社でありアサツー ディ・ケイのグループ会社。作品によっては「TENYU」（読みは同じ）とも表記される。

## 概要
主にメディアミックス企画の素案を策定しテレビ・出版の各メディアに提案、各社間の調整を行う事を主業務としている。現在でいうところのアニメーション制作における制作委員会の仕事を法人格をもって単体業務として行っている会社。
親会社である日本アドシステムズと共にアサツーグループのコンテンツ事業グループの一角を成す。また、そのためにテンユウで制作された作品のコンテンツ著作権利は最終的に日本アドシステムズ（ひいてはアサツー ディ・ケイ）が保有する事となっている。

## 名義のある作品
企画を務めた『RPG伝説ヘポイ』『愛天使伝説ウェディングピーチ』と、設定を務めた『GO! レスラー軍団』などが知られている。

## 関連人物
- 永井秀之 - アサツー ディ・ケイ、メディアセンター・プレジデント。一時期、日本アドシステムズ社長とテンユウの社長を兼務していた[注釈 1]。
- 杉沢義文 - アサツー ディ・ケイ、日本アドシステムズ、両社所属のアニメプロデューサー。テンユウのプロデューサーを兼務していた時期がありさくまあきらと親しい[2][3]。